# Schalk Burgerstraat (Amsterdam)

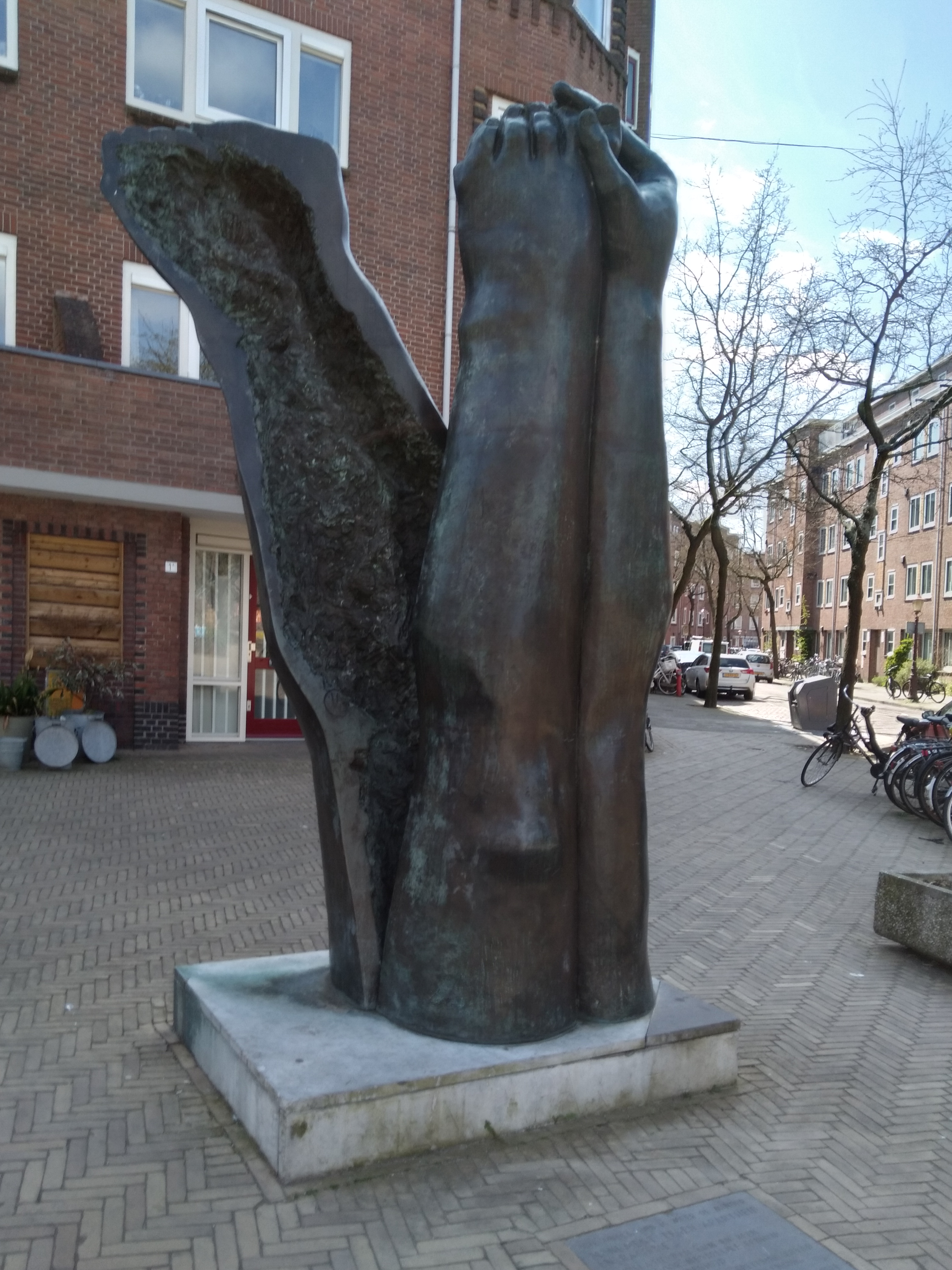
Monument tegen apartheid en racisme van Pépé Grégoire (mei 2021)

Schalk Burgerstraat is een straat in Amsterdam-Oost, Transvaalbuurt.

## Geschiedenis en ligging
De straat kreeg per raadsbesluit van 13 oktober 1915 haar naam en werd vernoemd naar Schalk Burger, waarnemend president van de Zuid-Afrikaanse Republiek/Transvaal. Meerdere straten en pleinen en ook een brug zijn vernoemd naar Zuid-Afrika. Zo begint de straat aan het Krugerplein (vernoemd naar Paul Kruger en eindigt op de Transvaalkade/Ringvaart Watergraafsmeer middels de Kaap de Goede Hoopbrug. De Schalk Burgerstraat is een van de weinige straten die vanwege haar breedte een doorgaande route door de buurt werd. In 1923 werd de straat opnieuw gedefinieerd. In het verlengde van de Schalk Burgerstraat ligt in de wijk Watergraafsmeer de Nobelweg.
Vernoemingen naar Zuid-Afrikaanse onderwerpen was vroeg in de 20e eeuw populair. Den Haag, Rotterdam en Amsterdam vernoemden de straten al terwijl de man nog in leven was.

## Gebouwen
De bebouwing langs de 175 meter lange straat bestaat uit drie bouwblokken. 
- Aan de westkant konden architecten Jan Gratama en Gerrit Versteeg in overleg met Hendrik Petrus Berlage een bouwblok realiseren dat om de Kraaipanstraat lijkt te zijn heen gebouwd; die kreeg daarmee het uiterlijk van een hofje. Het dateert uit 1923 waarbij ze een poortgebouw plaatsten om die Kraaipanstraat bereikbaar te maken.
- Aan de andere zijde staan twee blokken. De noordelijke daarvan, dat aansluit op de bebouwing van het Krugerplein, gaf mede het gezicht van de straat; het dateert uit 1914 en is van de onbekende architect M. Klein. Eigenaardig daarbij is dat de eerste twee raamrijen rechthoekig zijn; de derde heeft bogen.
- Het veel grotere zuidelijke deel stamt uit 1931 en van dat stuk is de specifieke architect niet bekend, maar wel beïnvloed door Gratama en Versteeg. Er moest nog gebouwd worden aan het project van Gratama en Berlage voor het Woningbedrijf Amsterdam. Het geld was echter op en dit stuk kwam daarom pas in 1931 gereed. Ook dit bouwblok heeft een poortgebouw; het geeft toegang tot de Colensostraat. In de jaren negentig vond een renovatieslag plaats, waarbij sommige woningen werden samengevoegd; de kleine woningen voldeden niet meer aan de eisen. Woningbedrijf Ymere is als opvolger van woningbedrijf Amsterdam een van de grotere woningcorporaties in de buurt.

Gratama en Versteeg gaven de ingang van de straat komend vanaf de Kaap de Goede Hoopbrug een stadspoortachtig uiterlijk mee. Beide heren kwamen hun werk hier fotograferen.

## Kunst
In de straat zijn diverse uitingen van kunst in de openbare ruimte te vinden:
- de kantoorgangers van Elisa van Schie en Martin Takken versieren de westelijke gevelwand
- de Kraaipanpoort is voorzien van het kunstwerk Moments of passing by van Karina Meister
- aan het begin staat het Monument tegen apartheid en racisme van Pépé Grégoire.
- de vensters van het blok van Klein geven een lichtspel; de kunstenaar is onbekend.

### Verdwenen kunst
Er is hier echter ook kunst verdwenen. De Kraaipanpoort werd origineel opgefleurd door drie of vier reliëfs aan weerszijden van de poort aan de zijde van de Schalk Burger- en Kraaipanstraat. Ze zijn vermoedelijk bij renovatie in 1955 verdwenen; in 1972 zijn ze op foto’s niet meer zichtbaar. De maker zou Hildo Krop zijn geweest.

## Openbaar vervoer
Sinds 5 september 1965 rijdt er een GVB buslijn door de straat, eerst bus 5 (in 1978 vernummerd in 56) maar verdween op 13 oktober 1980 uit de straat. Sinds 21 september 1987 rijdt bus 37 door de straat.

## Afbeeldingen

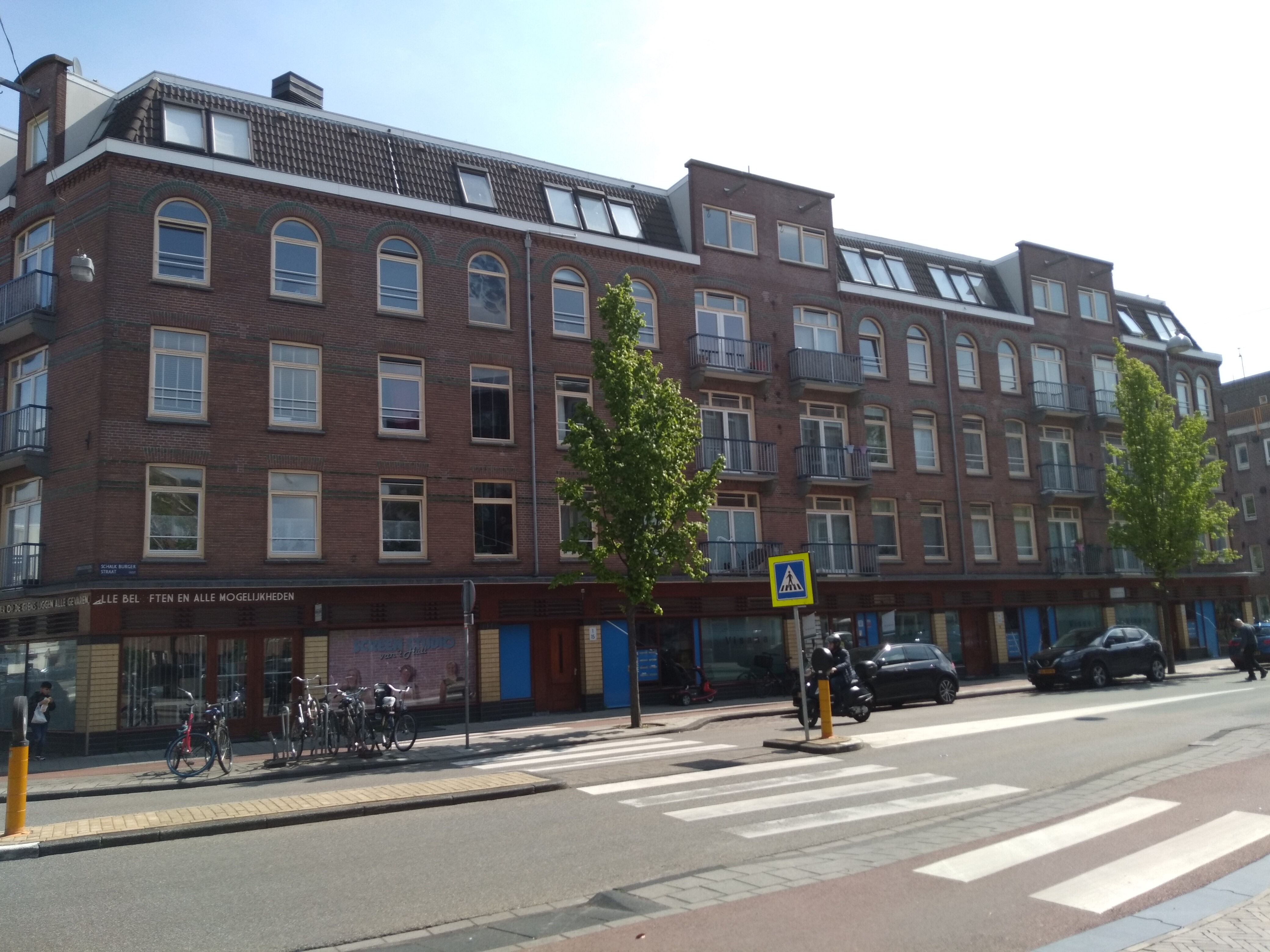
Schalk Burgerstraat 1-43 (mei 2021)
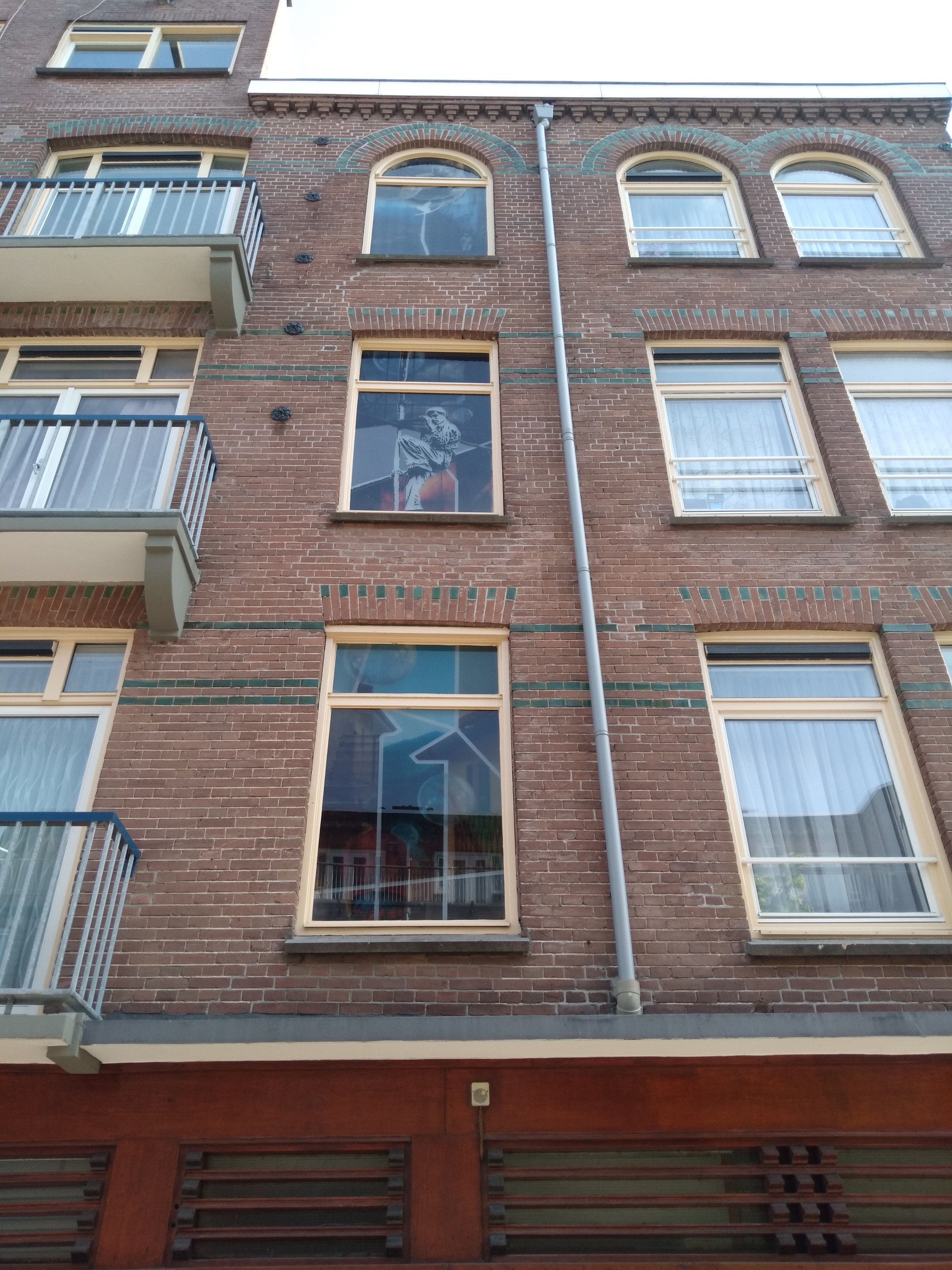
Kunst achter vensters (mei 2021)
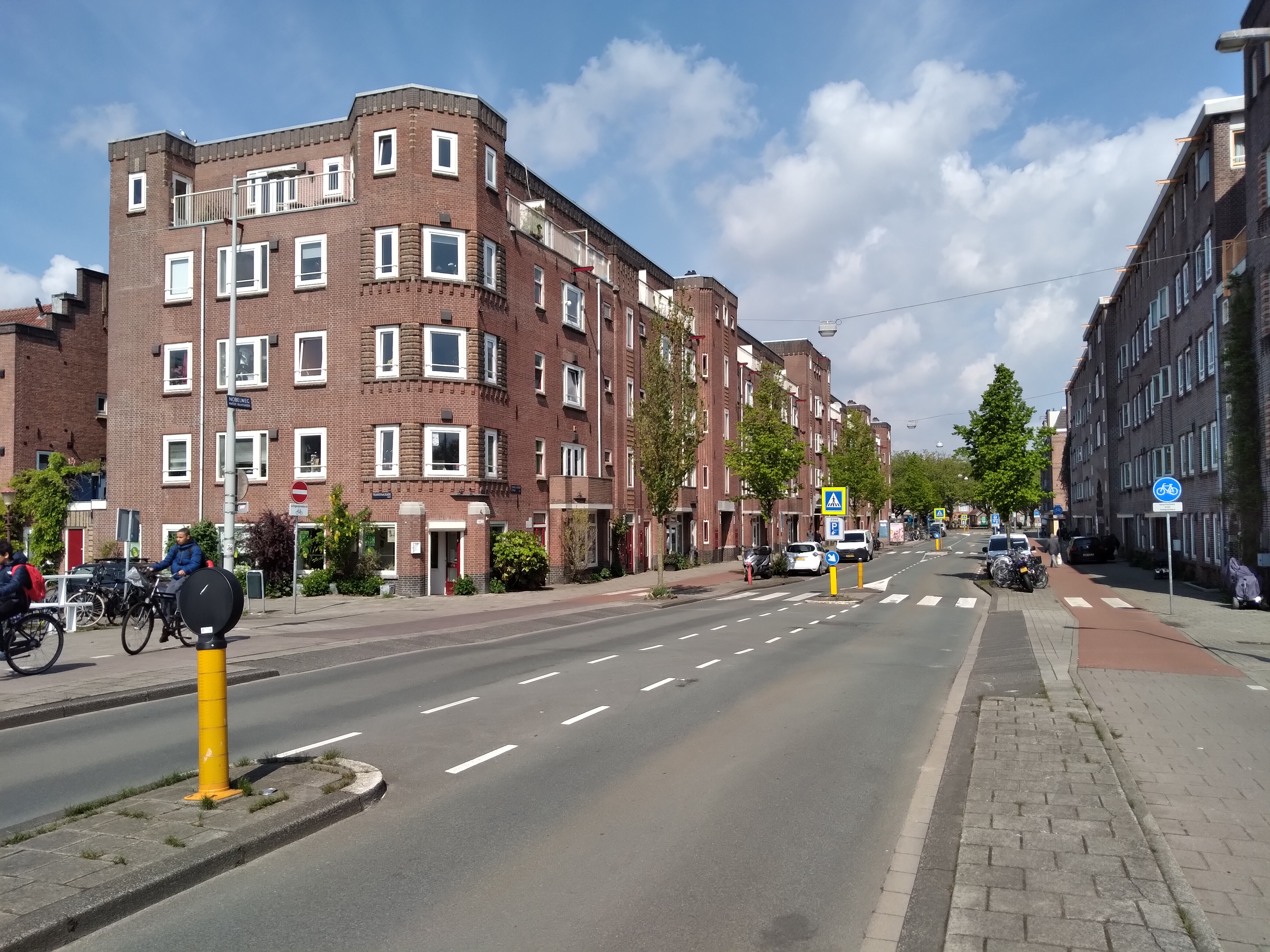
Schalk Burgerstraat 2-140 (mei 2021)
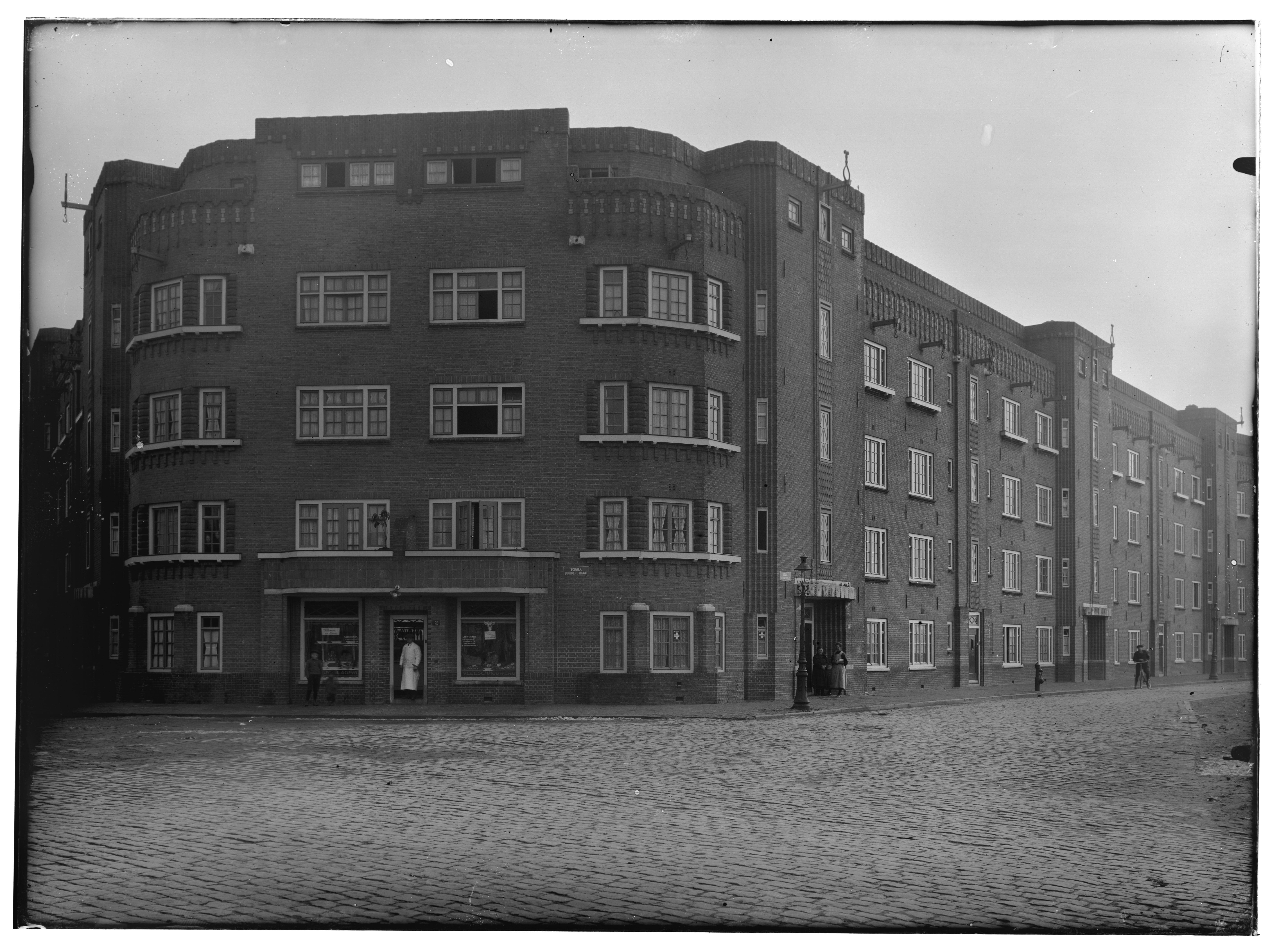
Ongedateerde foto van Jan Gratama zelf van huisnummer 2
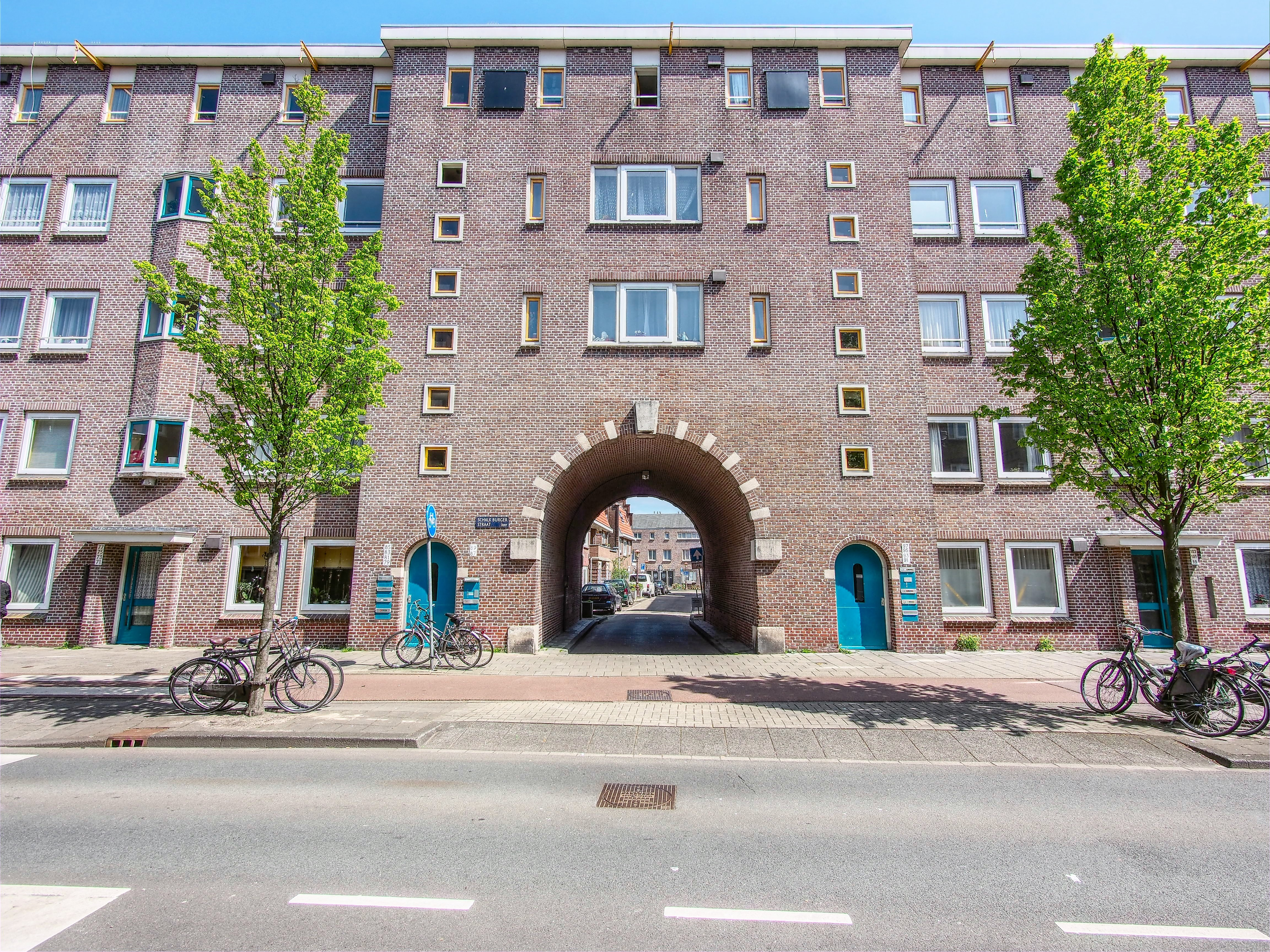
Colensopoort (mei 2017)
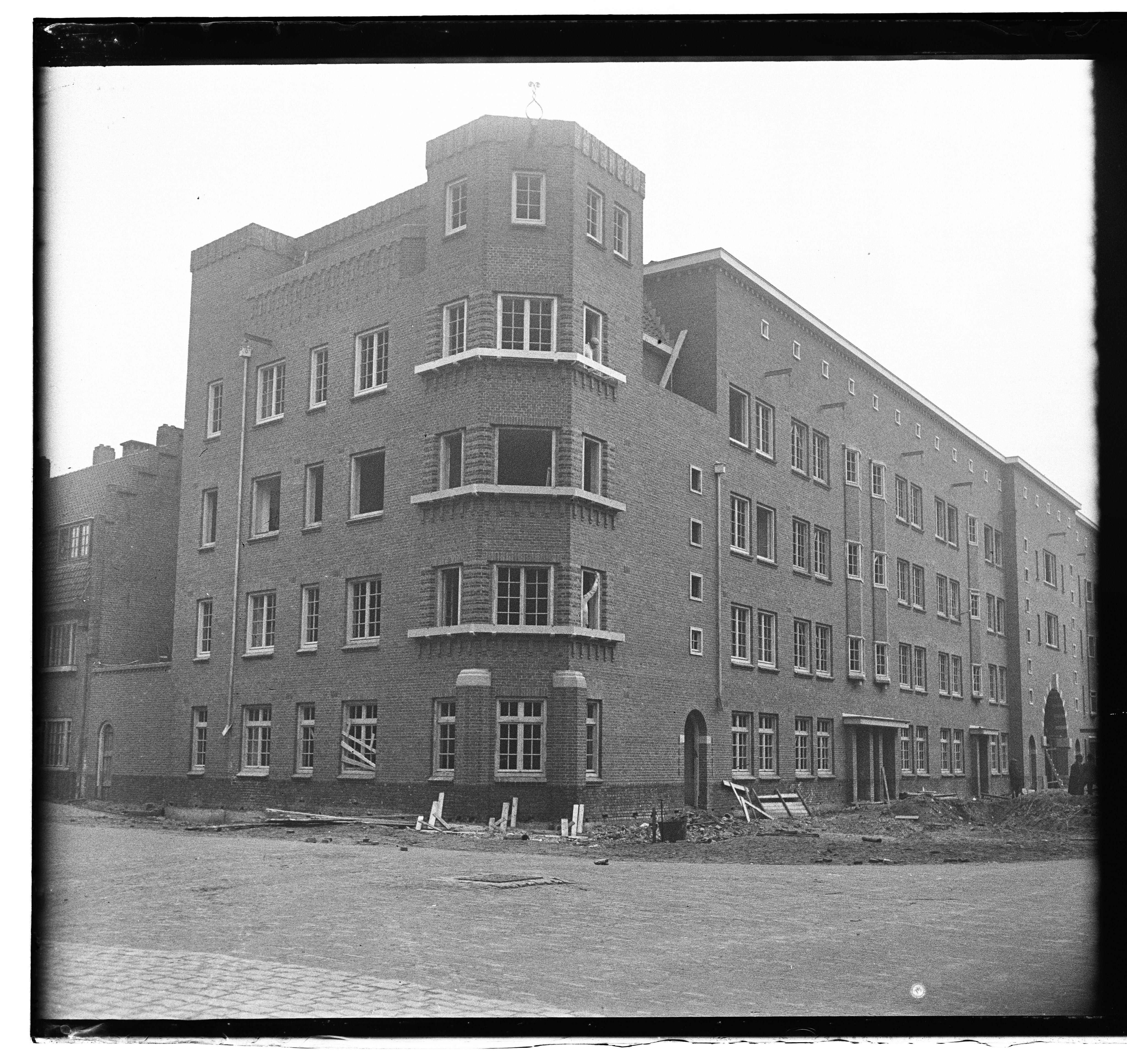
Bouw blok 45-131 gefotografeerd door Versteeg zelf (1930)